# 泌陽県
泌陽県（ひつよう-けん）は中華人民共和国河南省の駐馬店市に位置する県。県人民政府は泌水街道にある。

## 行政区画
- 街道:泌水街道、花園街道、古城街道
- 鎮:羊冊鎮、馬谷田鎮、春水鎮、官荘鎮、賒湾鎮、郭集鎮、泰山廟鎮、王店鎮、楊家集鎮、高店鎮、高邑鎮
- 郷:盤古郷、銅山郷、下碑寺郷、象河郷、付荘郷、賈楼郷、黄山口郷、双廟街郷